# حلوة وشقية (فلم)
حلوة وشقية فيلم مصري من إنتاج عام 1968.

## قصة الفيلم
تدور أحداث الفيلم حول محاولة منتج قليل الخبرة في عالم الإنتاج السينمائي بأن ينتج فيلم جديد حيث يقوم هذا المنتج في فيلم حلوة وشقية بالاستعانة بفريق عمل لكي يقدم أحد الأفلام وفيقوم المنتج بإسناد بطولة فيلمه الجديد لبطلة جديد هي نوسة والتي تقوم بدورها الفنانة سعاد حسني، ولكن لسوء الحظ يتأخر التصوير بسبب شيء لم يكن في الحسبان حيث تنشأ العديد من الخلافات بين بطلي الفيلم الذي سيتم إنتاجه حيث يقوم كل منهما بتدبير العديد من المقالب للآخر ويبدو للجميع أن الفيلم لن يتم إنتاجه بهذا الشكل، ولكن مع مرور الأحداث تتحول العلاقة المتأججة بين بطلي الفيلم إلى قصة حب جميلة تهدم كل الخلافات حيث تتحول هذه الخلافات إلى اتفاق وإصرار تام على استكمال الفيلم ولكن بعد مجموعة من الشروط أو بالأصح مجموعة من التغييرات والتعديلات في القصة التي تم إعدادها في البداية، ويتم إعادة إعداد الفيلم فعلا ويتم عرضه على الصورة الجديدة وينجح نجاحا باهرا.

## بطولة
- سعاد حسني
- محمد عوض
- محمد رضا
- عبد المنعم مدبولي
- سهير الباروني
- حسن مصطفى
- عادل إمام
- أحمد الحداد
- أحمد نبيل
- حسين إسماعيل
- محمد شوقي
- فريد شوقي: (ضيف شرف)
- ثلاثي أضواء المسرح
  - سمير غانم
  - جورج سيدهم
  - الضيف أحمد

## روابط خارجية
- حلوة وشقية على موقع IMDb (الإنجليزية)
- حلوة وشقية على موقع قاعدة بيانات الأفلام العربية
- حلوة وشقية على موقع قاعدة بيانات الفيلم (الإنجليزية)
- حلوة وشقية على موقع ليتربوكسد (الإنجليزية)